# Grand Prix moto des États-Unis 1991
Le  Grand Prix moto des États-Unis 1991 est la troisième manche du championnat du monde de vitesse moto 1991. La compétition s'est déroulée du 19 au 21 avril 1991 sur le circuit de Laguna Seca.
C'est la 9e édition du Grand Prix moto des États-Unis et la 6e édition comptant pour les championnats du monde.

## Classement final MotoGP
| Pos. | Pilote               | Constructeur | Temps/Écart     | Points |
| ---- | -------------------- | ------------ | --------------- | ------ |
| 1    | Wayne Rainey         | Yamaha       | 51 min 09 s 361 | 20     |
| 2    | Mickael Doohan       | Honda        | +6 s 974        | 17     |
| 3    | Kevin Schwantz       | Suzuki       | +16 s 603       | 15     |
| 4    | Jean-Philippe Ruggia | Yamaha       | +19 s 931       | 13     |
| 5    | Eddie Lawson         | Cagiva       | +21 s 851       | 11     |
| 6    | Alex Barros          | Cagiva       | +25 s 091       | 10     |
| 7    | Wayne Gardner        | Honda        | +35 s 069       | 9      |
| 8    | Juan Garriga         | Yamaha       | +43 s 188       | 8      |
| 9    | Adrien Morillas      | Yamaha       | +53 s 613       | 7      |
| 10   | Didier de Radiguès   | Suzuki       | +1 min 03 s 590 | 6      |
| 11   | Richard Oliver       | Yamaha       | +1 tour         | 5      |
| 12   | Robbie Petersen      | Yamaha       | +1 tour         | 4      |
| 13   | Eddie Laycock        | Yamaha       | +1 tour         | 3      |
| 14   | Cees Doorakkers      | Honda        | +1 tour         | 2      |
| 15   | Nicholas Schmassman  | Honda        | +1 tour         | 1      |
| Abd. | Sito Pons            | Honda        | Abandon         |        |
| Abd. | John Kocinski        | Yamaha       | Abandon         |        |
| Abd. | Doug Chandler        | Yamaha       | Abandon         |        |

## Classement final 250 cm3
| Pos. | Pilote              | Constructeur | Temps/Écart     | Points |
| ---- | ------------------- | ------------ | --------------- | ------ |
| 1    | Luca Cadalora       | Honda        | 45 min 07 s 590 | 20     |
| 2    | Wilco Zeelenberg    | Honda        | +6 s 074        | 17     |
| 3    | Loris Reggiani      | Aprilia      | +15 s 044       | 15     |
| 4    | Carlos Cardus       | Honda        | +25 s 933       | 13     |
| 5    | Masao Shimizu       | Honda        | +4 s 619        | 11     |
| 6    | Andy Preining       | Aprilia      | +12 s 279       | 10     |
| 7    | Martin Wimmer       | Suzuki       | +18 s 166       | 9      |
| 8    | Helmut Bradl        | Honda        | +19 s 861       | 8      |
| 9    | Alex Criville       | JJ Cobas     | +59 s 804       | 7      |
| 10   | Jochen Schmid       | Honda        | +1 min 03 s 512 | 6      |
| 11   | Jean-Pierre Jeandat | Honda        | +1 min 18 s 138 | 5      |
| 12   | Carlos Lavado       | Yamaha       | +1 min 25 s 047 | 4      |
| 13   | Doriano Romboni     | Honda        | +1 min 29 s 149 | 3      |
| 14   | Harald Eckl         | Aprilia      | +1 min 29 s 756 | 2      |
| 15   | Stefan Prein        | Honda        | +1 min 37 s 767 | 1      |
| 16   | Jim Filice          | Honda        | +1 min 39 s 633 |        |
| 17   | Bernard Haenggeli   | Yamaha       | +1 min 40 s 754 |        |
| 18   | Urs Jücker          | Yamaha       | +1 min 46 s 428 |        |
| 19   | Leon van der Heyden | Yamaha       | +1 min 50 s 358 |        |
| 20   | Jaime Mariano       | Yamaha       | +2 min 03 s 170 |        |
| 21   | Nick Lenatsch       | Aprilia      | +2 min 18 s 819 |        |
| 22   | Chris d'Aluisio     | Aprilia      | +2 min 22 s 648 |        |
| 23   | Rick Kirk           | Honda        | +2 min 32 s 444 |        |
| 24   | Corrado Catalano    | Aprilia      | +2 min 38 s 468 |        |
| 25   | John Cornwell       | Yamaha       | +2 min 50 s 182 |        |
| 26   | Mike Sullivan       | Yamaha       | +1 tour         |        |
| 27   | Ian Newton          | Honda        | +2 tours        |        |
| Abd. | Pierfrancesco Chili | Aprilia      | Abandon         |        |
| Abd. | Alberto Puig        | Yamaha       | Abandon         |        |
| Abd. | Frédéric Protat     | Aprilia      | Abandon         |        |
| Abd. | Kevin Mitchell      | Yamaha       | Abandon         |        |
| Abd. | Alan Scott          | Yamaha       | Abandon         |        |
| Abd. | Rick Tripodi        | Yamaha       | Abandon         |        |
| Abd. | Paolo Casoli        | Yamaha       | Abandon         |        |

## 125 cm3
Pas de compétition dans cette catégorie.